# Twierdzenie Mazura o domknięciach powłok wypukłych
Twierdzenie Mazura – twierdzenie w analizie funkcjonalnej mówiące, że domknięcie otoczki wypukłej zwartego podzbioru przestrzeni Frécheta jest nadal zbiorem zwartym.